# Arthur Chaskalson
Arthur Chaskalson, född 24 november 1931 i Johannesburg, död 1 december 2012 i Johannesburg, var en sydafrikansk domare som var president i Sydafrikas konstitutionella domstol (1994-2001) och därefter ordförande i landets högsta domstol (2001-2005). Han var från början advokat och försvarade i den rollen flera antiapartheidaktivister, däribland Nelson Mandela.